# Straßenbahn Zagreb

Geschichte der Straßenbahn Zagreb

Die Straßenbahn Zagreb ist das Straßenbahn-System der kroatischen Hauptstadt Zagreb und wird vom kommunalen Verkehrsunternehmen Zagrebački električni tramvaj (ZET) betrieben. Dieses ist auch für die örtliche Standseilbahn sowie den städtischen Linienbusverkehr zuständig. Die Straßenbahn Zagreb ist neben der Straßenbahn Osijek eine von zwei Systemen des Landes.

## Geschichte
Die Zagreber Straßenbahn wurde am 5. September 1891 als Pferdebahn eröffnet. Die erste Strecke war acht Kilometer lang und hatte eine Spurweite von 760 Millimetern. Diese sogenannte bosnische Spurweite war auf dem Balkan weit verbreitet. Sie wurde im Zuge der 1910 erfolgten  Elektrifizierung auf Meterspur umgebaut. Der Betrieb wurde am 18. August 1910 mit Wagen des Unternehmens Ganz aus Budapest wieder aufgenommen. Seitdem entwickelte sich das Netz kontinuierlich weiter und wird heute von 15 Linien bedient. Die einzelnen Streckenabschnitte gingen wie folgt in Betrieb:
| Eröffnungsdaten                 | Eröffnungsdaten |
| ------------------------------- | --- |
| 1891                            | Vodovodna / Zapadni kolodvor (Westbahnhof) – Jelačićev Trg – Kvaternikov trg (760 mm, 1910 auf 1000 mm umgespurt)          |
| 1891                            | Savski Most – Jelačićev Trg (760 mm, 1910 auf 1000 mm umgespurt)                                                           |
| 1892                            | Jelačićev Trg – (Glavni kolodvor (Hauptbahnhof)) (760 mm, 1910 auf 1000 mm umgespurt)                                      |
| 1892                            | Kvaternikov trg – Maksimir (760 mm, 1910 auf 1000 mm umgespurt)                                                            |
| 1910                            | Zapadni koldovor – Draškovićeva (Strecke durch die Klaićeva)                                                               |
| 1910                            | Vodovodna – Črnomerec |
| 1911                            | Jelačićev Trg – Gupčeva zvijezda – Mirogoj                                                                                 |
| 1924                            | Verbindung zwischen Branimirova und der bestehenden Strecke in der Draškovićeva                                            |
| 1926                            | Kvaternikov Trg – Sajmište (Strecke durch die Heinzelova)                                                                  |
| 1928                            | Branimirova/Draškovićeva – Sigečica (Strecke durch die Branimirova)                                                        |
| 1931                            | Verbindung zwischen Vlaška und Gupčeva zvijezda                                                                            |
| 1933                            | Gupčeva zvijezda – Jandrićeva                                                                                              |
| 1935                            | Draškovićeva – Harambašićeva (Strecke durch die Zvonimirova)                                                               |
| 1936                            | Savska cesta – Ljubljanica (Strecke durch die Končarova)                                                                   |
| 1942                            | Maksimir – Dubrava |
| 1945                            | Verbindung zwischen Glavni kolodvor und Savska cesta (Strecke durch die Mihanovićeva)                                      |
| 1946                            | Verbindung zwischen Draškovićeva und Trg žrtava fašizma (Strecke durch die Mislavova)                                      |
| 1947                            | Verbindung zwischen Zapadni kolodvor und Savska cesta (Strecke durch die Jagićeva und Jukićeva)                            |
| 1948                            | Jandrićeva – Mihaljevac |
| 1949                            | Savska cesta – Heinzelova (Strecke durch die Ulica proleterskih brigada)                                                   |
| 1950                            | Mihaljevac – Dolje, Heinzelova – Žitnjak                                                                                   |
| 1961                            | Branimirova (Sigečica) – Kvaternikov Trg (Strecke durch die Šubićeva)                                                      |
| 1962                            | Branimirova (Sigečica) – Držićeva                                                                                          |
| 1963                            | Harambašićeva – Borongaj                                                                                                   |
| 1979                            | Držićeva – Zapruđe – Sopot                                                                                                 |
| 1985                            | Horvaćanska (Savski most) – Sopot                                                                                          |
| 1987                            | Savski most – Jarun (Strecke durch die Horvaćanska)                                                                        |
| 1990                            | Žitnjak – Savišće |
| 2000                            | Dubrava – Dubec, Jarun – Prečko                                                                                            |
| dauerhaft stillgelegte Strecken | |
| 1926                            | Zapadni kolodvor – Draškovićeva                                                                                            |
| 1931                            | Jelačićev trg – Gupčeva zvijezda (ersetzt durch die im demselben Jahr eröffnete Parallelstrecke Vlaška – Gupčeva zvijezda) |
| 1954                            | Kvaternikov trg – Sajmište                                                                                                 |
| 1971                            | Gupčeva zvijezda – Mirogoj                                                                                                 |

1950 wurde eine völlig vom Individualverkehr getrennte Bergstrecke nach Gračani und Gračansko Dolje eröffnet, die bis heute ihren Überlandcharakter behalten hat. Von dort kann man seit 1963 mit der Schwebeseilbahn weiter auf den Sljeme fahren. Eine andere, knapp 1 km lange Strecke mit noch größerer Steigung verband seit 1911 den Platz Gupčeva zvijezda mit Mirogoj (Hauptfriedhof). Am 31. Oktober 1954 ereignete sich auf dieser Strecke ein schwerer Unfall, als bei einem Wagen die Bremsen versagten. Der Wagen entgleiste und überschlug sich. Es waren 19 Tote und 37 Verletzte zu beklagen. Zudem waren Teile des Wagens erheblich beschädigt. Daraufhin wurde Verkehr auf dieser Strecke am gleichen Tag eingestellt und erst 1964 wiedereröffnet. 1967 erfolgte die erneute Stilllegung wegen Triebwagenmangels. Schließlich wurden 1971 die Gleise und Fahrleitung abgebaut.
1979 wurde die erste Straßenbahnverbindung über die Save geschaffen; von nun an hatte auch die südlich des Flusses gelegene Trabantenstadt Novi Zagreb einen Anschluss an das Zagreber Tramnetz. Seit 1985 quert die Straßenbahn die Save an einer zweiten Stelle, am Jadranski most.
Geplant sind Verlängerungen in die Stadtteile Malešnica und Stupnik. Zudem einige neue Strecken in der Innenstadt und in Novi Zagreb sowie eine dritte Verbindung über die Save. Diese Erweiterungen sollen bis zum Jahr 2013 abgeschlossen sein.

### Liniennetz

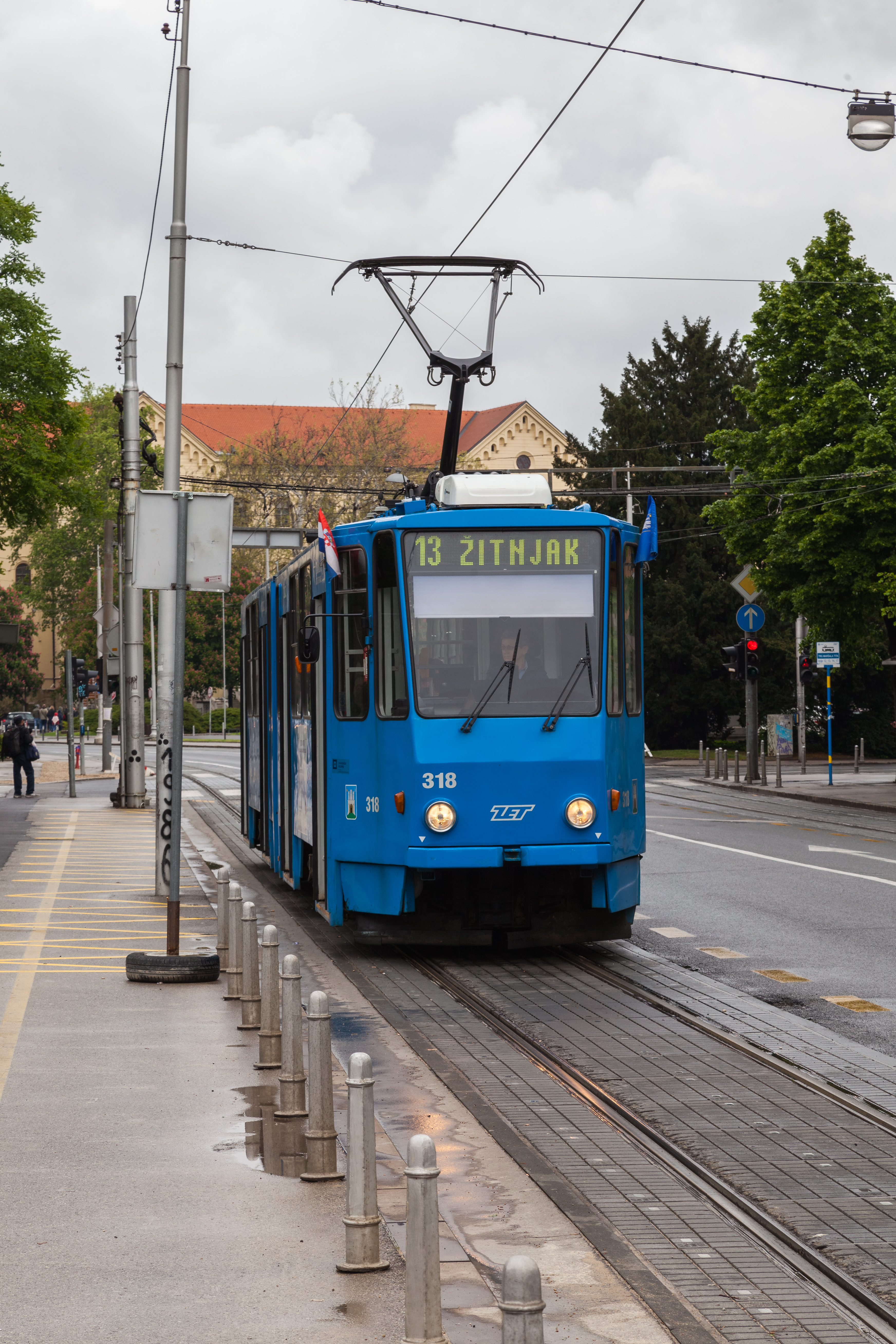
Ein Tatra KT4 auf Linie 13

Die ZET betrieb 2005 15 Linien in der Stadt:
| 1  | Zapadni Kolodvor (Westbahnhof) – Trg bana Josipa Jelačića – Borongaj                                                        |
| 2  | Črnomerec – Jukićeva – Glavni kolodvor (Hauptbahnhof) – Autobusni kolodvor – Savišće                                        |
| 3  | Ljubljanica – Ulica grada Vukovara – Savišće (nur werktags)                                                                 |
| 4  | Savski most – Glavni kolodvor – Dubec                                                                                       |
| 5  | Prečko – Ulica grada Vukovara – Autobusni kolodvor – Maksimir                                                               |
| 6  | Črnomerec – Trg bana Josipa Jelačića – Glavni kolodvor – Sopot                                                              |
| 7  | Savski most – Velesajam – Autobusni kolodvor – Dubrava                                                                      |
| 8  | Mihaljevac – Draškovićeva – Autobusni kolodvor – Zapruđe                                                                    |
| 9  | Ljubljanica – Glavni kolodvor – Borongaj                                                                                    |
| 11 | Črnomerec – Trg bana Josipa Jelačića – Dubec                                                                                |
| 12 | Ljubljanica – Trg bana Josipa Jelačića – Dubrava                                                                            |
| 13 | Žitnjak – Ulica grada Vukovara – Savska – Trg bana Josipa Jelačića – Glavni kolodvor – Trg žrtava Fašizma – Kvaternikov trg |
| 14 | Mihaljevac – Trg bana Josipa Jelačića – Savska – Velesajam – Zapruđe                                                        |
| 15 | Mihaljevac – Dolje |
| 17 | Prečko – Savska – Trg bana Josipa Jelačića – Trg žrtava Fašizma – Borongaj                                                  |

Von allen Endpunkten (außer Dolje) verkehren zumindest zwei Linien. Dazu gibt es jede Nacht zwischen 0:00 und 4:30 Uhr vier etwa halbstündlich verkehrende Nachtlinien (31 bis 34). Die Linie 34 wird dabei im 34-Minuten-Takt betrieben.
| 31 | Črnomerec – Trg bana Josipa Jelačića – HauptBahnhof – Hauptbusbahnhof – Velesajam – Savski most |
| 32 | Prečko – Trg bana Josipa Jelačića – Trg hrvatskih velikana – Borongaj                           |
| 33 | Dolje – Draškovićeva – Hauptbahnhof – Savska cesta – Ulica grada Vukovara – Savišće             |
| 34 | Ljubljanica – Trg bana Josipa Jelačića – Hauptbahnhof – Draškovićeva – Dubec                    |

### Fahrzeuge

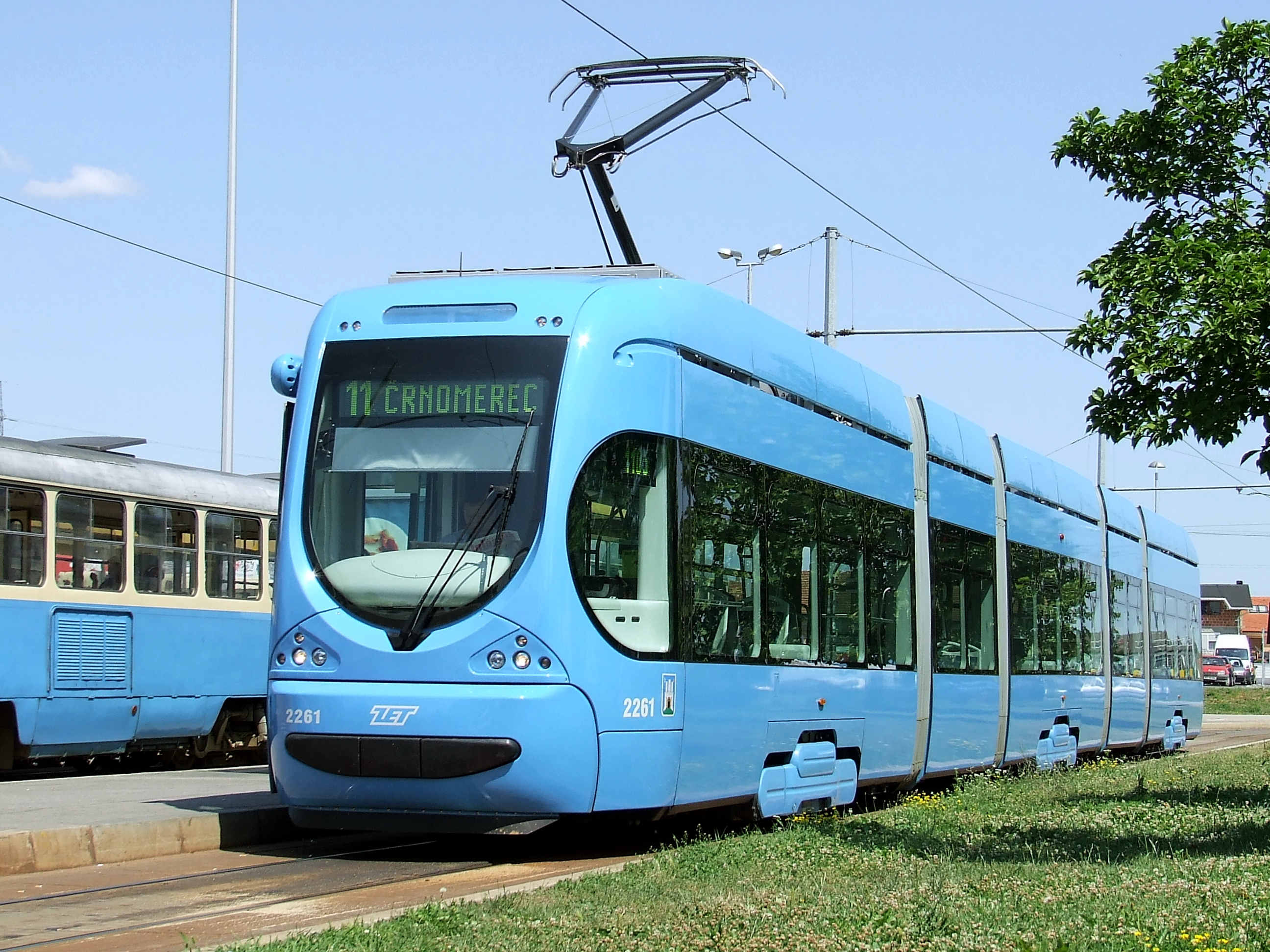
Ein Crotram-Niederflur-Straßenbahnwagen

Nachdem ZET über viele Jahre hinweg Fahrzeuge aus der eigenen (1922–1954 – um hundert zweiachsige Triebwagen und über 70 zweiachsige Beiwagen in betriebseigener Werkstatt hergestellt) und einheimischen (Unternehmen Đuro Đaković 1957–1974, sowie ein Gelenkwagenprototyp 1992) Produktion verwendet hatte, entschied man sich aber ab 1976 für Fahrzeuge des tschechoslowakischen Unternehmens ČKD Tatra. Alle diese Fahrzeuge sind heute noch im Einsatz und ermöglichten es der Stadt Zagreb, das Netz zu erweitern. Mittlerweile hat man aus Mannheim gebrauchte Fahrzeuge des Typs Mannheim von der MVV Verkehr AG erworben, die inzwischen wieder ausgemustert wurden. Seit Sommer 2005 verkehren außerdem Niederflur-Wagen, die in Kroatien von Crotram (Arbeitsgemeinschaft der Unternehmen Končar elektroindustrija, Gredelj und Đuro Đaković) hergestellt wurden. Bis 2010 wurden 140 dieser Triebwagen der Bauart TMK 2200 oder ZET 2200 serienmäßig geliefert, die in zwei Serien unterteilt wurden. Im Juni 2023 wurden 20 weitere Triebwagen, diesmal der Bauart TMK 2400, bestellt, deren Auslieferung Anfang 2025 begann und bis Ende 2025 abgeschlossen sein soll. Zusätzlich besteht eine Option für die Lieferung von bis zu 60 weiteren Fahrzeugen. Im September 2024 wurden 20 weitere TMK 2400 bestellt, deren Auslieferung 2026 erfolgen soll.
Zwischen Oktober 2023 und Dezember 2024 sollen insgesamt 11 Niederflurfahrzeuge vom Typ GT6M mit einem Gesamtwert von 2,7 Mio. € geliefert werden, welche vorher in Augsburg eingesetzt wurden.
Am 15. Juni 2025 endete der fahrplanmäßige Einsatz der Triebwagen vom Typ TMK 201 sowie der dazugehörigen Beiwagen vom Typ TP 701, eine Garnitur (Triebwagen+Beiwagen) soll museal erhalten werden.
Aktuell sind folgende Typen in Einsatz:
| Hersteller   | Typ      | Baujahre        | Anzahl          | Anmerkungen                                                  |
| ------------ | -------- | --------------- | --------------- | ------------------------------------------------------------ |
| Đuro Đaković | TMK 201  | 1973–1974       | 1               | für museale Sonderfahrten                                    |
| Đuro Đaković | TP 701   | 1973–1974       | 1               | Beiwagen, für museale Sonderfahrten                          |
| ČKD Tatra    | T4YU     | 1976–1983       | 85              |                                                              |
| ČKD Tatra    | B4YU     | 1976–1979       | 84              | Beiwagen                                                     |
| ČKD Tatra    | KT4YU    | 1985–1986       | 51              |                                                              |
| Končar       | TMK 2100 | 1997–1998, 2002 | 15              |                                                              |
| CroTram      | TMK 2200 | 2005–2010       | 140             | Niederflurwagen                                              |
| CroTram      | TMK 2300 | 2009            | 2               | Niederflurwagen                                              |
| Adtranz      | GT6M     | 1996            | 11 in Lieferung | Niederflurwagen, ab 2023 von Straßenbahn Augsburg übernommen |
| CroTram      | TMK 2400 | ab 2025         | 40 in Lieferung | Niederflurwagen, in Auslieferung                             |